# Citibank
Citibank je bankovní instituce, součást finanční skupiny Citigroup. Byla založena roku 1812 jako City Bank of New York, později First National City Bank of New York. Má pobočky ve více než 140 zemích světa, mj. i v Česku. Sídlo společnosti je v New Yorku.
Citibank byla v únoru 2012 podle aktiv třetí největší bankovní instituce v USA (po JPMorgan Chase a Bank of America), celkově čtrnáctá ve světě.

## Historie
V červnu 1812 byla založena pod názvem City Bank of New York. Jejím prvním prezidentem byl Samuel Osgood. Banka financovala válečné dluhopisy v britsko-americké válce z roku 1812. Během finanční krize z roku 1837 banku odkoupil podnikatel Moses Taylor, který zbohatl na spekulaci s kubánským cukrem. Ten používal banku coby záložnu pro své vlastní podnikání. V období americké občanské války poskytla banka Unii dluhopisy v hodnotě 50 milionů dolarů. V roce 1865 se připojila k národnímu bankovnímu systému USA a stala se National City Bank of New York. Po finanční krizi z roku 1893 se stala největší dobovou bankou v USA.
V roce 1904 se banka připojila k financování americké výstavby Panamského průplavu. V téže době byla poskytovala bankéřské služby firmám jako byla Standard Oil. Banka se zapojila do spekulací během finanční krize z roku 1907. V letech 1910 a 1911 Ministerstvo zahraničí Spojených států amerických podpořilo konsorcium amerických firem vedených National City Bank of New York v akvizici Banque Nationale de la République d'Haïti, což byla jediná komerční banka na Haiti. Banka poté pro lepší kontrolu nad finančnictvím Haiti prolobbovala zahájení americké okupace v roce 1915. Banka v době okupace Haiti vnutila tamní vládě půjčku na 30 milionů dolarů. Poté, co byl v roce 1913 přijat Federal Reserve Act, banka jako první otevřela zahraniční pobočku, a to v argentinském městě Buenos Aires. V roce 1919 byla banka první v USA, jejíž aktiva překročila hodnotu jedné miliardy dolarů. V roce 1921 se předsedou stal Charles E. Mitchell. Pod jeho vedením se banka rychle rozrůstala a do roku 1930 měla 100 poboček ve 23 zemích mimo Spojené státy. Politika, kterou banka pod Mitchellovým vedením prosazovala, je mnoha lidmi považována za jednu z hlavních příčin krachu akciového trhu v roce 1929, který nakonec vedl k Velké hospodářské krizi. V roce 1933 vyšetřovala Pecorova komise, v rámci senátního výboru Spojených států, Mitchella za jeho účast na ztrátách v řádu desítek milionů dolarů, nadměrných odměn a daňových únicích, což později vedlo k jeho rezignaci.
Dne 24. prosince 1927 italský anarchista Severino Di Giovanni vyhodil do povětří sídlo banky v Buenos Aires v Argentině v rámci mezinárodní kampaně na podporu Sacca a Vanzettiho.
V letech 1940 a 1941 byly uzavřeny pobočky v Německu a Japonsku. V roce 1945 banka spravovala státní cenné papíry v hodnotě 5,6 miliardy dolarů určené pro sbírky půjček pod kampaní „Válečné a vítězné půjčky“ pro vládu USA.
Po sloučení s First National Bank v roce 1955 banka změnila svůj název na The First National City Bank of New York, poté jej v roce 1962 zkrátila na First National City Bank. Do roku 1968 společnost vytvořila vlastní kreditní kartu. Karta, známá jako „The Everything Card“, byla propagována jako jakási východopobřežní verze BankAmericard. Do roku 1969 se First National City Bank rozhodla, že propagace karty Everything Card jako nezávislé značky je příliš nákladná, a připojila se k Master Charge (nyní MasterCard). Citibank se v letech 1977 až 1987 neúspěšně pokoušela znovu vytvořit samostatnou značku kreditní karty, Choice Card.
V roce 1967 se First National City Bank reorganizovala na holdingovou společnost s jednou bankou, First National City Corporation, zkráceně „Citicorp“. Banka však nesla přezdívku „Citibank“ od 60. let 19. století, kdy ji City Bank of New York přijala jako osmipísmennou kódovou adresu pro bankovní styk. „Citicorp“ se stal oficiálním názvem holdingové společnosti v roce 1974 a v roce 1976 byla First National City Bank přejmenována na Citibank, N.A.
V roce 1987 banka vyčlenila tři miliardy dolarů do rezerv na úvěrové ztráty v Brazílii a v dalších rozvojových zemích. V roce 1990 banka založila dceřinou společnost v Polsku. V roce 1994 se stala největším světovým vydavatelem karet.
Divize banky pro kreditní karty privátních značek, Citi Retail Services, vydává kreditní karty vydávané v obchodech pro společnosti jako: American Airlines, Best Buy, ConocoPhillips, Costco, ExxonMobil, The Home Depot, Sears, Shell Oil a Staples Inc.

## Předsedové banky
- Samuel Osgood (1812–1813)
- William Few (1813–1817)
- Peter Staff (1817–1825)
- Thomas Smith (1825–1827)
- Isaac Wright (1827–1832)
- Thomas Bloodgood (1832–1844)
- Gorham A. Worth (1844–1856)
- Moses Taylor (1856–1882)
- Percy Pyne (1882–1891)
- James Stillman (1891–1918)
- Frank A. Vanderlip (1918–1919)
- James A. Stillman (1919–1921)
- Charles E. Mitchell (1921–1933)
- James H. Perkins (1933–1940)
- Gordon Sohn Rentschler (1940–1948)
- William Gage Brady Jr. (1948–1952)
- Howard C. Sheperd (1952–1959)
- James Stillman Rockefeller (1959–1967)
- George S. Moore (1967–1970)
- Walter B. Wriston (1970–1984)
- John S. Reed (1984–1998)
- John S. Reed a Sandy Weill (1998–2000)
- Sandy Weill (2000–2006)
- Charles Prince (2006–2007)
- Sir Win Bischoff (2007–2009)
- Dick Parsons (2009–2012)
- Michael O'Neill (2012–2019)
- John Dugan (2019– )